# Чувствительность взрывчатых веществ
Чувстви́тельность — характеристика восприимчивости взрывчатых веществ (ВВ) к определенному внешнему воздействию.
Чувствительность ВВ чаще всего представляют в виде минимального значения какого-либо внешнего воздействия (начального импульса), которое с определённой (чаще всего 100-процентной) вероятностью приводит к взрыву этого ВВ в стандартных условиях. Эта характеристика является очень важной для организации безопасного производства, перевозки и применения ВВ.

## Характеристики чувствительности
В зависимости от характера воздействия на ВВ существует значительное количество разнообразных видов и методик определения чувствительности. Наиболее распространёнными, а во многих случаях и стандартизированными, являются следующие виды чувствительности ВВ:
- к удару
- к трению
- к нагреву (температура вспышки)
- к воздействию пламени
- к воздействию искры
- к прострелу пулей (осколком)
- к детонации (восприимчивость к детонации)